# Orchestra Filarmonica di Duisburg
L'Orchestra Filarmonica di Duisburg (in tedesco: Duisburger Philharmoniker) è un'orchestra tedesca con sede a Duisburg. L'orchestra è stata fondata nel 1877.

## Direttori musicali
I direttori sono:
- Walter Josephson (1899 to 1920)
- Paul Scheinpflug (1920 to 1928)
- Eugen Jochum (1930 to 1933)
- Otto Volkmann (1933 to 1944).

## Ricostruzione
Dopo la seconda guerra mondiale Georg Ludwig Jochum ha avuto cura di ricostruire l'orchestra, seguito da:
- Walter Weller (1971)
- Miltiades Caridis (1975 al 1981)
- Lawrence Foster (1982 al 1987)
- Alexander Lazarev (1988 al 1993)
- Bruno Weil (1994 al 2002)
- Giordano Bellincampi (attuale)

Il direttore inglese Jonathan Darlington ha guidato l'orchestra sinfonica fino dall'inizio della stagione teatrale 2002/2003.
L'Orchestra Filarmonica di  Duisburg  è l'orchestra che accompagna l'Opera di Duisburg "Deutsche Oper am Rhein".